# Inocybe tabacina
Inocybe tabacina är en svampart som beskrevs av Furrer-Ziogas 1952. Enligt Catalogue of Life ingår Inocybe tabacina i släktet Inocybe,  och familjen Inocybaceae, men enligt Dyntaxa är tillhörigheten istället släktet Inocybe,  och familjen Crepidotaceae. Arten är reproducerande i Sverige. Inga underarter finns listade i Catalogue of Life.